# Munnsville
Munnsville falu az USA New York államában, Madison megyében. Lakosainak száma 454 fő (2020. április 1.).

## Népesség
A település népességének változása:

| 2010 | 474 |
| 2020 | 454 |